# Anolis allisoni
Anolis allisoni is een hagedis uit de familie anolissen (Dactyloidae).

## Naam en indeling
De wetenschappelijke naam van de soort werd voor het eerst voorgesteld door Thomas Barbour in 1928. De soortaanduiding allisoni is een eerbetoon aan de financier van het onderzoek naar anolissen, Allison Vincent Armour.

## Uiterlijke kenmerken
De mannetjes van Anolis allisoni hebben een blauwe kop, zelfs buiten de paartijd maar dan is deze minder fel van kleur. De nek en oogomgeving is bij de man roodbruin tot oranje en steekt sterk af tegen de blauwe kleur kop. Verder hebben de mannetjes een felgekleurde oranjepaarse keelzak om de vrouwtjes mee te lokken. Ook vrouwtjes hebben een keelzak, maar deze heeft vaak dezelfgde kleur als de keel en heeft geen bonte kleuring. De lichaamskleur van het vrouwtje is egaal bruin. De lichaamslengte is ongeveer 22 centimeter inclusief de lange staart. De kop is lang en heeft duidelijke groeven aan de zijkant en op de neus; door de langere bek zijn ze beter gespecialiseerd om vliegen van boomstammen te grijpen.

## Verspreiding en habitat
Deze anolis leeft in delen van Midden-Amerika en leeft in de landen Belize, Cuba, Honduras en Mexico. De habitat bestaat uit warme en droge omgevingen. Meestal wordt de hagedis aangetroffen op boomstammen van palmen aan de kust. De anolis komt maar weinig op de bodem en is een typische boombewoner.

## Levenswijze
Het voedsel bestaat uit insecten, vooral vliegen, die meestal op boomstammen worden gevangen. De eitjes worden afgezet in ondiepe holletjes onder de wortels van epifyten of tussen de bladeren van kelk-vormige planten zoals bromelia-achtigen. Zoals bijna alle anolissen drinken ze niet uit plasjes; er worden dauwdruppels opgelikt die zich 's ochtends afzetten tegen de planten.